# Fjodor III. Ruski
Fjodor III. Ruski oziroma Fjodor Aleksejevič (rusko Фёдор Алексеевич), ruski car, * 9. junij (30. maj, ruski koledar) 1661, Moskva, † 7. maj (27. april) 1682, Moskva.
Fjodor je bil car od leta 1676. Čeprav bolehen in pogosto vezan na nosila, je bil bister in vladarsko nadarjen. Zanimal se je za znanost in umetnost. Na ruski dvor je pripeljal nekaj zahodnjaških običajev. V Moskvi je ustanovil slovansko-grško-latinsko akademijo. Vpeljal je imenovanje vojaških poveljnikov glede na njihove sposobnosti. Po vojni s Turčijo (1676-81) se je med Turčijo in Rusijo ustalila meja na Dnepru.

## Mladost
Fjodor III., sin carja Alekseja Mihajloviča in njegove prve žene Marije Iljinične Miloslavske, je bil ob očetovi smrti star 14 let. Za njegovo vzgojo je do tedaj skrbel v Kijevu izobraženi, razsvetljeni teolog Simeon Polockij, ki ga je poleg osnovnega znanja, ki ga mora imeti car o ruskem narodu in pravoslavni veri, učil tudi latinščino in poljščino. Vso mladost je bil bolehen in pričakovali so, da ne bo dolgo živel.

## Nastop vladanja
Fjodor je imel mlajšega slaboumnega brata Ivana in polbrata Petra, sina Aleksejeve druge žene Natalije Kirilovne Naryškine, ki je bil ob očetovi smrti star tri leta. Petrov vzgojitelj je bil vplivni bojar Artamon Sergejevič Matvejev, najbližji sodelavec umrlega carja ob koncu njegovega vladanja. Rodbini obeh Aleksejevih žena, Miloslavskih in Naryškinih, sta bili močno tekmovalni in sta si obe želeli pridobiti carski prestol.
Ob očetovi smrti je Fjodor ležal bolan v postelji in ni mogel vstati. Priložnost je izkoristil Artamon Matvejev in poskušal na prazni prestol posaditi svojega gojenca, malega Petra. Vendar bojarji tega niso dopustili. Na prestol so prinesli bolnega Fjodora in ga proglasili za carja. Matvejevu so odvzeli bojarski naslov in imetje in ga izgnali daleč na ruski sever.

## Vladanje
Čeprav bolehen, je imel Fjodor veliko življenjske energije. Družil se je z dvema mladima bojarskima sinovoma, I. M. Jazykovim in A. T. Likačevom, ki sta, kljub nasprotovanju cerkve, širila med ruskim plemstvom poljski vpliv in latinščino. Fjodor se je zanimal za novosti, ki so prihajale z zahoda. Julija 1680 se je poročil z ukrajinsko plemkinjo Agafjo Semejonovno Grušeckajo.
Fjodor je leta 1682 na pobudo Vasilija Vasiljeviča Golicina odpravil t. i. mestničestvo (imenovanje vojaških poveljnikov glede na družbeni položaj njihovih rodbin
).
V Fjodorovem času je ponovno izbruhnila vojna v Ukrajini (1676-81). Najprej so se med seboj spopadli Kozaki, na kar so Ukrajino napadli Turki in Tatari ter prodrli vse do Čigirina (zgodovinsko mesto ob Dnepru v pokrajini Čerkassy). Tam pa jih je, ne da bi pričakovali, pričakala ruska vojska. Najprej je porazila Tatare. Mnogo številčnejši Turki (100.000 mož) so julija 1678 sicer zavzeli Čigirin, a so se morali zaradi velikih izgub umakniti. V Bahčisaraju so Turki, Tatari in Rusi podpisali dvajsetletno premirje, s katerim je bila med Turčijo in Rusijo uveljavljena meja na Dnepru.
Julija 1681 je Fjodoru po porodu umrla žena Agafja, nekaj dni za njo pa tudi novorojeni sin. Bojarji so z njegovo novo poroko želeli uravnovesiti prevelik vpliv Miloslavskih, zlasti caričinega bratranca Ivana Bogdanoviča Miloslavskega, pri vodenju državnih poslov. Predlagali so poroko z Marfo Matvejevo Apraksino, štirinajstletno krščenko Artamona Matvejeva. Car se je v lepo dekle zaljubil, ona pa je kot pogoj za poroko postavila vrnitev svojega botra iz pregnanstva.

Poroka je bila februarja 1682. Deset tednov kasneje je car umrl.

## Z dvornim udarom do nasledstva
Ker Fjodor ni zapustil sina, je imel formalno pravico do nasledstva njegov mlajši brat šestnajstletni Ivan, ki pa je bil za vladanje nesposoben, medtem ko je bil njegov polbrat Peter vsestransko nadpovprečno razvit. Ker so se bojarji v napetih odnosih med Miloslavskimi in Naryškinimi bali javno povedati svoje mnenje, je patriarh določil za naslednika desetletnega Petra. Temu je nasprotovala Ivanova ambiciozna in sposobna petindvajsetletna sestra Sofija. Želela je biti regentka bratu Ivanu, zato je vzpodbudila (že dolgo nezadovoljne) strelce k uporu. Po krvavih dogodkih, ki so sledili, so strelci pomagali Sofiji, da je kot regentka zavladala v imenu obeh socarjev, brata Ivana in polbrata Petra (1682-89).